# Tomaso Sherman
Tomaso Sherman (Venezia, 28 febbraio 1946) è un regista e sceneggiatore italiano.

## Biografia
Ex studente di architettura, Tomaso Sherman inizia con una lunga collaborazione con il regista Gianni Serra, col quale lavora come regista assistente allo spettacolo teatrale Cassio governa a Cipro di Giorgio Manganelli (Biennale di Venezia 1974) e al film Fortezze vuote - Umbria: una risposta politica alla follia. Poi come sceneggiatore ai film Il nero muove, La ragazza di via Millelire e alla serie televisiva di Rai 2 Che fare?, per la quale gli viene conferito il premio Flaiano 1980.
Nel 1977 debutta come regista nel film TV È stato così, ispirato al romanzo di Natalia Ginzburg. Seguiranno varie altre produzioni televisive, concentrate principalmente fra la seconda metà degli anni ottanta ed i primi anni novanta, tra cui Ho visto uccidere Ben Barka, Il diavolo nella bottiglia da Stevenson, La fuga del generale Roatta, Guglielmo Giannini, l'uomo qualunque, Rose, Requiem per voce e pianoforte.
Per il cinema Sherman realizza due film: Duetto (1981), con protagonista Patrizia De Clara, premio Globo d'oro come migliore attrice per l'interpretazione di Maria, e Le cinque rose di Jennifer, tratto dall'omonima commedia di Annibale Ruccello. Sherman è anche fra i registi delle serie TV Specchio palese, I ragazzi del muretto del 1991, Incantesimo.
A teatro firma la regia de Il perfetto amore di Roberto Bracco ed Ellen Dean - Cime tempestose, scritto da Sherman stesso con Patrizia La Fonte. Per il "teatro in televisione" I mafiosi di Leonardo Sciascia e la ripresa televisiva di Medea, con Mariangela Melato. Per Rai 3 le commedie Il carteggio Descartes - Pascal il giovane di Jean-Claude Brisville, Pazza di Elvis di Hanif Kureishi e La musica deuxième di Marguerite Duras.
Fra i corti e i mediometraggi diretti da Sherman, Arrabal e il cavallo di Picasso, making-of del film di Fernando Arrabal L'albero di Guernica, La terrazza degli angeli, prodotto dal Salso Film & TV Festival di Salsomaggiore Terme, e per la Rai I convitati di pietra. Un itinerario di Giulio Einaudi tra i monumenti di Torino.

## Filmografia

### Cinema
- Duetto (1981)
- Le cinque rose di Jennifer (1989)

### Televisione
- È stato così – film TV (1977)
- Ho visto uccidere Ben Barka – miniserie TV, 2 episodi (1978)
- I giochi del diavolo – miniserie TV, episodio Il diavolo nella bottiglia (1981)
- Guglielmo Giannini - l'Uomo qualunque – film TV (1986)
- Quattro storie di donne – miniserie TV, episodio Rose (1989)
- Medea – film TV (1989)
- Poliziotti – film TV (1989)
- I ragazzi del muretto – serie TV, 6 episodi (1991)
- Requiem per voce e pianoforte – miniserie TV (1993)
- I mafiosi, da Leonardo Sciascia – film TV (1993)
- Incantesimo 2 – soap opera, 8 episodi (1999)
- Incantesimo 3 – soap opera, 26 episodi (2000-2001)
- Incantesimo 4 – soap opera, 1 episodio (2001)
- Chiaroscuro – miniserie TV (2003)
- Incantesimo 6 – soap opera (2003-2004)
- Incantesimo 7 – soap opera (2004-2005)
- Incantesimo 8 – soap opera (2005-2006)